# The Masked Singer (Vereinigte Staaten)/Staffel 8
Die achte Staffel der US-amerikanischen Musikshow The Masked Singer wurde vom 21. September bis zum 30. November 2022 auf Fox ausgestrahlt. Moderiert wurde sie von Nick Cannon. Das Rateteam bestand wie in den vorherigen sieben Staffeln neben mehreren Gastjuroren aus dem Sänger Robin Thicke, der Moderatorin Jenny McCarthy, dem Schauspieler Ken Jeong sowie der Sängerin Nicole Scherzinger. Siegerin wurde Amber Riley als Harp.

## Rateteam
| Folge | Ständige Mitglieder | Ständige Mitglieder | Ständige Mitglieder | Ständige Mitglieder | Gastmitglied              |
| ----- | ------------------- | ------------------- | ------------------- | ------------------- | ------------------------- |
| 1     | Robin Thicke        | Jenny McCarthy      | Ken Jeong           | Nicole Scherzinger  | —                         |
| 2     | Robin Thicke        | Jenny McCarthy      | Ken Jeong           | Nicole Scherzinger  | Donny Osmond              |
| 3     | Robin Thicke        | Jenny McCarthy      | Ken Jeong           | Nicole Scherzinger  | —                         |
| 4     | Robin Thicke        | Jenny McCarthy      | Ken Jeong           | Nicole Scherzinger  | Andrew Lloyd Webber       |
| 5     | Robin Thicke        | Jenny McCarthy      | Ken Jeong           | Nicole Scherzinger  | Miss Piggy                |
| 6     | Robin Thicke        | Jenny McCarthy      | Ken Jeong           | Nicole Scherzinger  | —                         |
| 7     | Robin Thicke        | Jenny McCarthy      | — 1                 | Nicole Scherzinger  | Leslie Jordan Joel McHale |
| 8     | Robin Thicke        | Jenny McCarthy      | Ken Jeong           | Nicole Scherzinger  | —                         |
| 9     | Robin Thicke        | Jenny McCarthy      | Ken Jeong           | Nicole Scherzinger  | —                         |
| 10    | Robin Thicke        | Jenny McCarthy      | Ken Jeong           | Nicole Scherzinger  | —                         |
| 11    | Robin Thicke        | Jenny McCarthy      | Ken Jeong           | Nicole Scherzinger  | —                         |

Will Arnett (Folge 1), die Blue Man Group und Carrot Top (Folge 2), Tori Spelling und Jodie Sweetin (Folge 3), Die Muppets (Folge 5), Lance Bass, Danielle Fishel und Tag Team (Folge 6), Sheila E. (Folge 7) sowie Drew Carey und Jon Lovitz (Folge 8) hatten Gastauftritte, ohne Mitglied im Rateteam zu sein.

## Teilnehmer

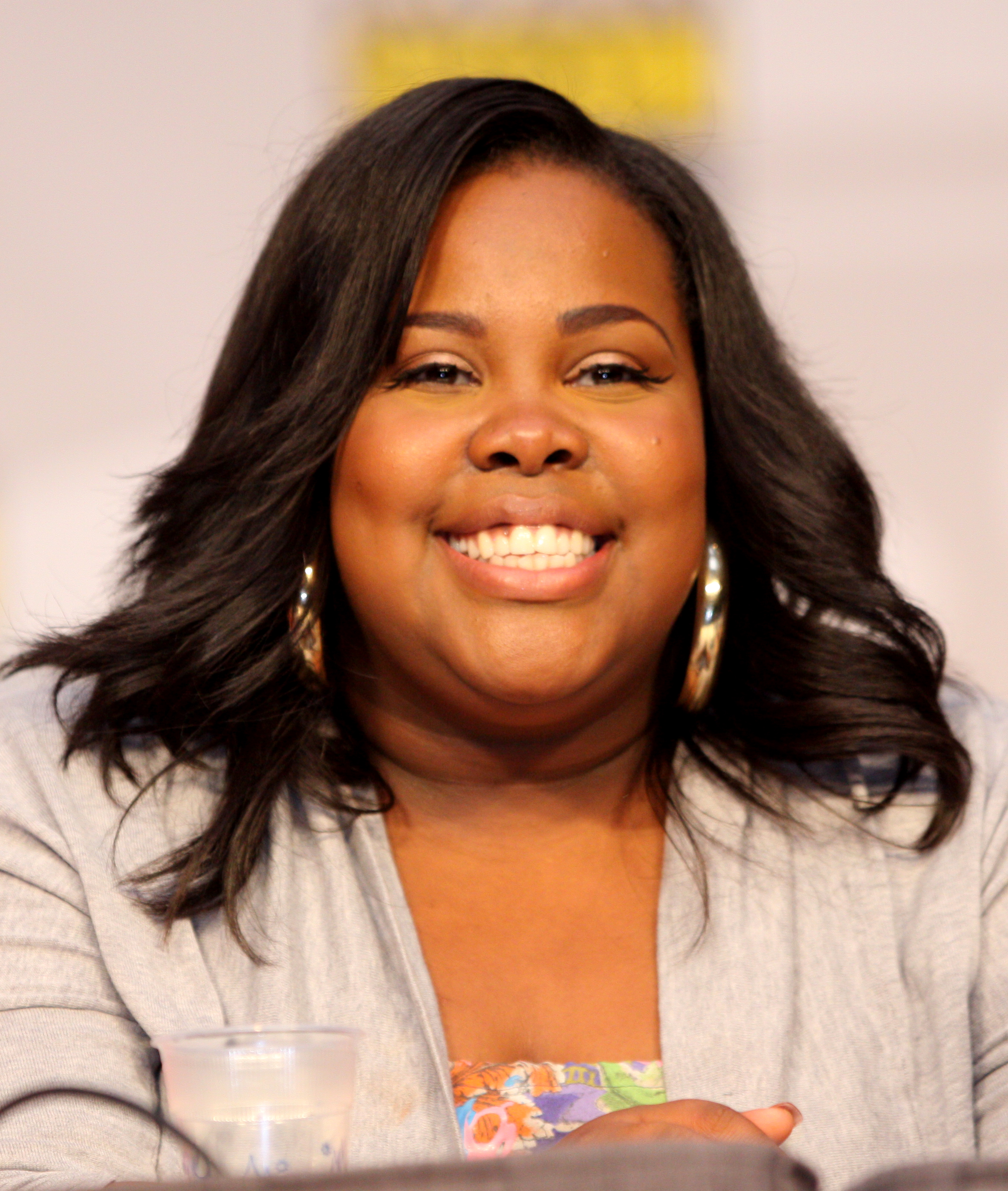
Amber Riley, Gewinnerin der achten Staffel

Anne Heche, die am 11. August 2022 an den Folgen eines schweren Autounfalls verstarb, wurde von Fox laut Medienberichten als mögliche Kandidatin für die Staffel engagiert. Sie soll vor ihrem Tod jedoch nicht an den Aufzeichnungen teilgenommen, sondern mit dem Sender nur einen Vorvertrag vereinbart haben, vermutlich, um beim eventuellen Ausfall eines anderen Teilnehmenden als Ersatzkandidatin einspringen zu können.
Nach Angaben des Senders verfassten die Teilnehmenden insgesamt 42 Bücher, wurden 32 mal für den Grammy und vier Mal für den Golden Globe nominiert, gewannen 16 Emmys, zehn Teen Choice Awards und verkauften acht goldene Schallplatten. Zudem haben fünf von ihnen einen Stern auf dem Walk of Fame.
| Platz | Kostüm                             | Person                                                | Bekannt als                            | Aus in Folge | Quelle |
| ----- | ---------------------------------- | ----------------------------------------------------- | -------------------------------------- | ------------ | ------ |
| 1     | Harp (Harfe)                       | Amber Riley                                           | Sängerin, Schauspielerin               | 11           | [ 18 ] |
| 2     | Lambs (Lämmer)                     | Wilson Phillips                                       | Band                                   | 11           | [ 19 ] |
| 3     | Snowstorm (Schneesturm)            | Nikki Glaser                                          | Komikerin, Moderatorin, Schauspielerin | 10           | [ 20 ] |
| 4     | Sir Bug a Boo                      | Ray Parker, Jr.                                       | Musiker, Musikproduzent                | 9            | [ 21 ] |
| 5 2   | Scarecrow (Vogelscheuche)          | Linda Blair                                           | Schauspielerin                         | 9            | [ 22 ] |
| 6     | Avocado                            | Adam Carolla                                          | Komiker, Moderator                     | 8            | [ 23 ] |
| 7     | Bride (Braut)                      | Chris Jericho                                         | Musiker, Wrestler                      | 8            | [ 24 ] |
| 8     | Gopher (Taschenratte)              | George Clinton                                        | Musiker, Musikproduzent                | 7            | [ 25 ] |
| 9     | Venus Fly Trap (Venusfliegenfalle) | George Foreman                                        | Boxer, Geistlicher                     | 7            | [ 26 ] |
| 10    | Milkshake (Milchshake)             | Le’Veon Bell                                          | American-Football-Spieler              | 6            | [ 27 ] |
| 11    | Walrus (Walross)                   | Joey Lawrence                                         | Schauspieler                           | 6            | [ 28 ] |
| 12    | Robo Girl (Robo-Mädchen)           | Katerina Graham                                       | Schauspielerin                         | 5            | [ 29 ] |
| 13    | Beetle (Käfer)                     | Jerry Springer                                        | Moderator, Politiker                   | 5            | [ 30 ] |
| 14    | Mermaid (Meerjungfrau)             | Gloria Gaynor                                         | Sängerin                               | 4            | [ 31 ] |
| 15    | Maize (Mais)                       | Mario Cantone                                         | Schauspieler                           | 4            | [ 32 ] |
| 16    | Fortune Teller (Wahrsager)         | Daymond John                                          | TV-Persönlichkeit, Unternehmer         | 3            | [ 33 ] |
| 17    | Mummies (Mumien)                   | Christopher Knight & Mike Lookinland & Barry Williams | Schauspieler                           | 3            | [ 34 ] |
| 18    | Panther                            | Montell Jordan                                        | Sänger, Songschreiber                  | 2            | [ 35 ] |
| 19    | Pi-Rat (Pi-Ratte)                  | Jeff Dunham                                           | Bauchredner, Komiker                   | 2            | [ 36 ] |
| 20    | Hummingbird (Kolibri)              | Chris Kirkpatrick                                     | Sänger, Schauspieler, Tänzer           | 1            | [ 37 ] |
| 21    | Hedgehog (Igel)                    | Eric Idle                                             | Komiker, Schauspieler                  | 1            | [ 38 ] |
| 22    | Knight (Ritter)                    | William Shatner                                       | Sänger, Schauspieler                   | 1            | [ 39 ] |

Einige Kandidaten sangen nach ihrer Demaskierung nicht wie bei The Masked Singer sonst üblich ein vorher dargebotenes Lied, sondern eines ihrer eigenen. Das waren Idle (Always Look on the Bright Side of Life), Jordan (This Is How We Do It), Gaynor (I Will Survive), Clinton (Give Up the Funk / Tear the Roof Off the Sucker), Parker (Ghostbusters) und Wilson Phillips (Hold On). Knight, Lookinland und Williams hingegen entschieden sich für It’s a Sunshine Day aus ihrer Serie Drei Mädchen und drei Jungen.

## Folgen
|   | Kostüm      | Lied, Originalinterpret             | Ergebnis      |
| - | ----------- | ----------------------------------- | ------------- |
| 1 | Harp        | F**kin’ Perfect – Pink              | Gewonnen      |
| 2 | Hedgehog    | Love Me Do – The Beatles            | Ausgeschieden |
| 3 | Hummingbird | I Don’t Want to Be – Gavin DeGraw   | Ausgeschieden |
| 4 | Knight      | Puttin’ on the Ritz – Harry Richman | Ausgeschieden |

|               | Kostüm         | Lied, Originalinterpret                                                                                | Ergebnis      |                                   |
|               | Donny Osmond 3 | The Greatest Show – Hugh Jackman & Keala Settle & Zac Efron & Zendaya / Viva Las Vegas – Elvis Presley | –             |                                   |
|               |                | |               | Indizien-Gegenstand               |
| 1             | Panther        | Feeling Good – Cy Grant                                                                                | Gewonnen      | Globus mit Aufschrift victory     |
| 2             | Pi-Rat         | Crocodile Rock – Elton John                                                                            | Ausgeschieden | Video von Carrot Top              |
| 3             | Harp           | I Have Nothing – Whitney Houston                                                                       | Gewonnen      | Kugel mit Aufschrift collaborated |
| Battle Royale |                | |               |                                   |
| 4             | Panther        | Born to Be Wild – Steppenwolf                                                                          | Ausgeschieden |                                   |
| 5             | Harp           | Born to Be Wild – Steppenwolf                                                                          | Gewonnen      |                                   |

|               | Kostüm         | Lied, Originalinterpret                     | Ergebnis      |                                             |
|               | Robin Thicke 3 | As Long As We Got Each Other – B. J. Thomas | –             |                                             |
|               |                |                                             |               | Indizien-Gegenstand                         |
| 1             | Mummies        | (Theme From) The Monkees – The Monkees      | Ausgeschieden | Smoothies mit Aufschrift Blended Barry Bros |
| 2             | Fortune Teller | Movin’ On Up – Ja’Net DuBois                | Gewonnen      | Frischer Pizzateig                          |
| 3             | Harp           | Thank You for Being a Friend – Andrew Gold  | Gewonnen      | Lila gefärbtes Kartoffelpüree               |
| Battle Royale |                |                                             |               |                                             |
| 4             | Fortune Teller | Everywhere You Look – Jesse Frederick       | Ausgeschieden |                                             |
| 5             | Harp           | Everywhere You Look – Jesse Frederick       | Gewonnen      |                                             |

|               | Kostüm               | Lied, Originalinterpret                      | Ergebnis      |
| ------------- | -------------------- | -------------------------------------------- | ------------- |
|               | Nicole Scherzinger 3 | Memory – Elaine Paige                        | –             |
|               |                      |                                              |               |
| 1             | Maize                | Heaven On Their Minds – Murray Head          | Ausgeschieden |
| 2             | Mermaid              | Any Dream Will Do – Gary Bond                | Gewonnen      |
| 3             | Robo Girl            | Bad Cinderella – Carrie Hope Fletcher        | Gewonnen      |
| Battle Royale |                      |                                              |               |
| 4             | Mermaid              | Don’t Cry for Me Argentina – Julie Covington | Ausgeschieden |
| 5             | Robo Girl            | Don’t Cry for Me Argentina – Julie Covington | Gewonnen      |

|               | Kostüm                                       | Lied, Originalinterpret                    | Ergebnis      |
| ------------- | -------------------------------------------- | ------------------------------------------ | ------------- |
|               | Kermit der Frosch & Nick Cannon & Rateteam 3 | The Rainbow Connection – Kermit der Frosch | –             |
|               |                                              |                                            |               |
| 1             | Robo Girl                                    | Bohemian Rhapsody – Queen                  | Gewonnen      |
| 2             | Beetle                                       | The Way You Look Tonight – Fred Astaire    | Ausgeschieden |
| 3             | Lambs                                        | Hot n Cold – Katy Perry                    | Gewonnen      |
| Battle Royale |                                              |                                            |               |
| 4             | Robo Girl                                    | Call Me – Blondie                          | Ausgeschieden |
| 5             | Lambs                                        | Call Me – Blondie                          | Gewonnen      |

|               | Kostüm     | Lied, Originalinterpret          | Ergebnis      |
| ------------- | ---------- | -------------------------------- | ------------- |
|               | Tag Team 3 | Whoomp! (There It Is) – Tag Team | –             |
|               |            |                                  |               |
| 1             | Walrus     | Two Princes – Spin Doctors       | Ausgeschieden |
| 2             | Milkshake  | Jump on It – Sir Mix-a-Lot       | Gewonnen      |
| 3             | Lambs      | Ironic – Alanis Morissette       | Gewonnen      |
| Battle Royale |            |                                  |               |
| 4             | Milkshake  | What Is Love – Haddaway          | Ausgeschieden |
| 5             | Lambs      | What Is Love – Haddaway          | Gewonnen      |

|               | Kostüm               | Lied, Originalinterpret              | Ergebnis      |
| ------------- | -------------------- | ------------------------------------ | ------------- |
|               | Nicole Scherzinger 3 | Fame – Irene Cara                    | –             |
|               |                      |                                      |               |
| 1             | Bride                | Shut Up + Dance – Walk the Moon      | Gewonnen      |
| 2             | Gopher               | It’s Your Thing – The Isley Brothers | Gewonnen      |
| 3             | Venus Fly Trap       | Get Ready – The Temptations          | Ausgeschieden |
| Battle Royale |                      |                                      |               |
| 4             | Gopher               | All Star – Smash Mouth               | Ausgeschieden |
| 5             | Bride                | All Star – Smash Mouth               | Gewonnen      |

|               | Kostüm    | Lied, Originalinterpret            | Ergebnis      |
| ------------- | --------- | ---------------------------------- | ------------- |
| 1             | Bride     | White Wedding – Billy Idol         | Ausgeschieden |
| 2             | Snowstorm | Thank U, Next – Ariana Grande      | Gewonnen      |
| 3             | Avocado   | Hit the Road Jack – Percy Mayfield | Gewonnen      |
| Battle Royale |           |                                    |               |
| 4             | Avocado   | You’re So Vain – Carly Simon       | Ausgeschieden |
| 5             | Snowstorm | You’re So Vain – Carly Simon       | Gewonnen      |

|               | Kostüm        | Lied, Originalinterpret                  | Ergebnis      |                             |
|               |               |                                          |               | Indizien-Gegenstand         |
| 1             | Sir Bug a Boo | Devil with a Blue Dress On – Shorty Long | Gewonnen      | Foto von Nicole Scherzinger |
| 2             | Scarecrow     | Abracadabra – Steve Miller Band          | Ausgestiegen  | Hexe                        |
| 3             | Snowstorm     | Sweet but Psycho – Ava Max               | Gewonnen      | Puppe im Glaskasten         |
| Battle Royale |               |                                          |               |                             |
| 4             | Snowstorm     | Somebody’s Watching Me – Rockwell        | Gewonnen      |                             |
| 5             | Sir Bug a Boo | Somebody’s Watching Me – Rockwell        | Ausgeschieden |                             |

|               | Kostüm    | Lied, Originalinterpret            | Ergebnis      |                                 |
|               |           |                                    |               | Indizien-Gegenstand             |
| 1             | Harp      | About Damn Time – Lizzo            | —             | Foto von Oprah Winfrey          |
| 2             | Snowstorm | Thinking of You – Katy Perry       | —             | Ballon mit Aufschrift Squiggly  |
| 3             | Lambs     | Need You Now – Lady A              | —             | Füllhorn mit Aufschrift Reunion |
| Battle Royale |           |                                    |               |                                 |
| 4             | Harp      | Since U Been Gone – Kelly Clarkson | Gewonnen      |                                 |
| 5             | Snowstorm | Since U Been Gone – Kelly Clarkson | Ausgeschieden |                                 |
| 6             | Lambs     | Since U Been Gone – Kelly Clarkson | Gewonnen      |                                 |

|                   | Kostüm | Lied, Originalinterpret                 | Ergebnis      |
| ----------------- | ------ | --------------------------------------- | ------------- |
| 1                 | Harp   | The Edge of Glory – Lady Gaga           | —             |
| 2                 | Lambs  | I’m Every Woman – Chaka Khan            | —             |
| Zweiter Durchgang |        |                                         |               |
| 3                 | Lambs  | I Want to Know What Love Is – Foreigner | Zweiter Platz |
| 4                 | Harp   | Gravity – John Mayer                    | Gewinnerin    |

## Einschaltquoten
| Folge | Datum              | Live      | Live                | DVR (7 Tage) | DVR (7 Tage)   | Gesamt    | Gesamt         | Quelle |
| Folge | Datum              | Zuschauer | Rating/Share(18–49) | Zuschauer    | Rating (18–49) | Zuschauer | Rating (18–49) | Quelle |
| ----- | ------------------ | --------- | ------------------- | ------------ | -------------- | --------- | -------------- | ------ |
| 1     | 21. September 2022 | 3,70 Mio. | 0,6/6               | 1,16 Mio.    | 0,2            | 4,86 Mio. | 0,8            | [ 49 ] |
| 2     | 28. September 2022 | 3,89 Mio. | 0,7/6               | 1,08 Mio.    | 0,2            | 4,98 Mio. | 0,9            | [ 50 ] |
| 3     | 5. Oktober 2022    | 4,17 Mio. | 0,7/6               | 0,95 Mio.    | 0,2            | 5,12 Mio. | 0,9            | [ 51 ] |
| 4     | 19. Oktober 2022   | 2,51 Mio. | 0,4/3               | 0,79 Mio.    | 0,1            | 3,30 Mio. | 0,5            | [ 52 ] |
| 5     | 26. Oktober 2022   | 4,20 Mio. | 0,7/6               | 1,24 Mio.    | 0,3            | 5,44 Mio. | 1,0            | [ 53 ] |
| 6     | 6. November 2022   | 2,78 Mio. | 0,5/4               | 1,44 Mio.    | 0,3            | 4,22 Mio. | 0,8            | [ 54 ] |
| 7     | 9. November 2022   | 3,16 Mio. | 0,6/5               | 1,31 Mio.    | 0,2            | 4,47 Mio. | 0,8            | [ 55 ] |
| 8     | 16. November 2022  | 3,71 Mio. | 0,6/5               | 1,39 Mio.    | 0,3            | 5,10 Mio. | 0,9            | [ 56 ] |
| 9     | 23. November 2022  | 3,67 Mio. | 0,6/6               | 0,95 Mio.    | 0,2            | 4,62 Mio. | 0,8            | [ 57 ] |
| 10    | 24. November 2022  | 7,86 Mio. | 2,2/15              | 0,86 Mio.    | 0,2            | 8,72 Mio. | 2,4            | [ 58 ] |
| 11    | 30. November 2022  | 4,18 Mio. | 0,7/6               | 0,89 Mio.    | 0,2            | 5,07 Mio. | 0,9            | [ 59 ] |